# شروطی ست
شروطی ست (به انگلیسی: Shruti Seth) (زاده ۱۸ دسامبر ۱۹۷۷) بازیگر، مدل هندی است.
از فیلم‌های معروف او می‌توان به بازی در فیلم مسابقه زندگی، راجنیتی و فنا اشاره کرد.